# Гусак Леонід Гаврилович
Гусак Леонід Гаврилович — український політик. Народився 29 серпня 1939 року - помер 7 березня 2017 року. 

## Життєпис

### Освіта
1956-58 — учень токаря, токар-розточувальник, Полтавський турбомеханічний завод.
З 1958- студент, Харківський політехнічний інстиут, інженер-механік, «Машини і технологія обробки металів тиском».

### Кар'єра
З 1963 — інженер-конструктор, механік цеху, начальник КБ, заступник секретаря, секретар парткому, заступник головного інженера, заступник директора з виробництва, Полтавський турбомеханічний завод.
1981-83 — головуючий, Київський райвиконком м. Полтави. 
1983-85 — 1-й секретар Київського РК КПУ м. Полтави. 
З 11.1985 — директор, Полтавський турбомеханічний завод; з 1997 — голова правління, ВАТ «Полтавський турбомеханічний завод».

### Політична діяльність
З 1998 по 2002- Народний депутат України 3-го скликання, обраний по виборчому округу № 144 Полтавська обл. На час виборів: голова правління ВАТ «Полтавський турбомеханічний завод».
- Член фракції НДП (05.1998-12.99),

- член ґрупи «Відродження реґіонів» (12.1999-04.2001),

- член фракції Партії «Демократичний союз» (04.-06.2001),

- позафракційний (08.-21.06.2001),

- член ґрупи «Реґіони України» (06.-11.2001),

- член фракції «Реґіони України» (з 11.2001).
- Член Комітету з питань промислової політики (з 07.1998).

## Нагороди та звання
- Ордени Трудового Червоного Прапора та  «Знак Пошани».
- Почесна Грамота Президії ВР УРСР.
- Почесний енергетик Російської Федерації.
- Заслужений енергетик України.
- Орден «За заслуги» III ст. (08.1999).